# Molinete
Molinete (português brasileiro) ou carreto (português europeu) é um mecanismo usado para tracionar e enrolar um cabo, uma linha ou fio, muito comum na pesca à linha ou na pesca submarina, formada basicamente por um Carretel ou Fuso (têxtil) posicionado em forma de coluna onde se pode enrolar o cabo ou a linha de pesca; está por sua vez ligada a um mecanismo de mitigação de força quando se aciona a Manivela, que transmite esse movimento ao carretel potencializado para recolher a linha rapidamente.

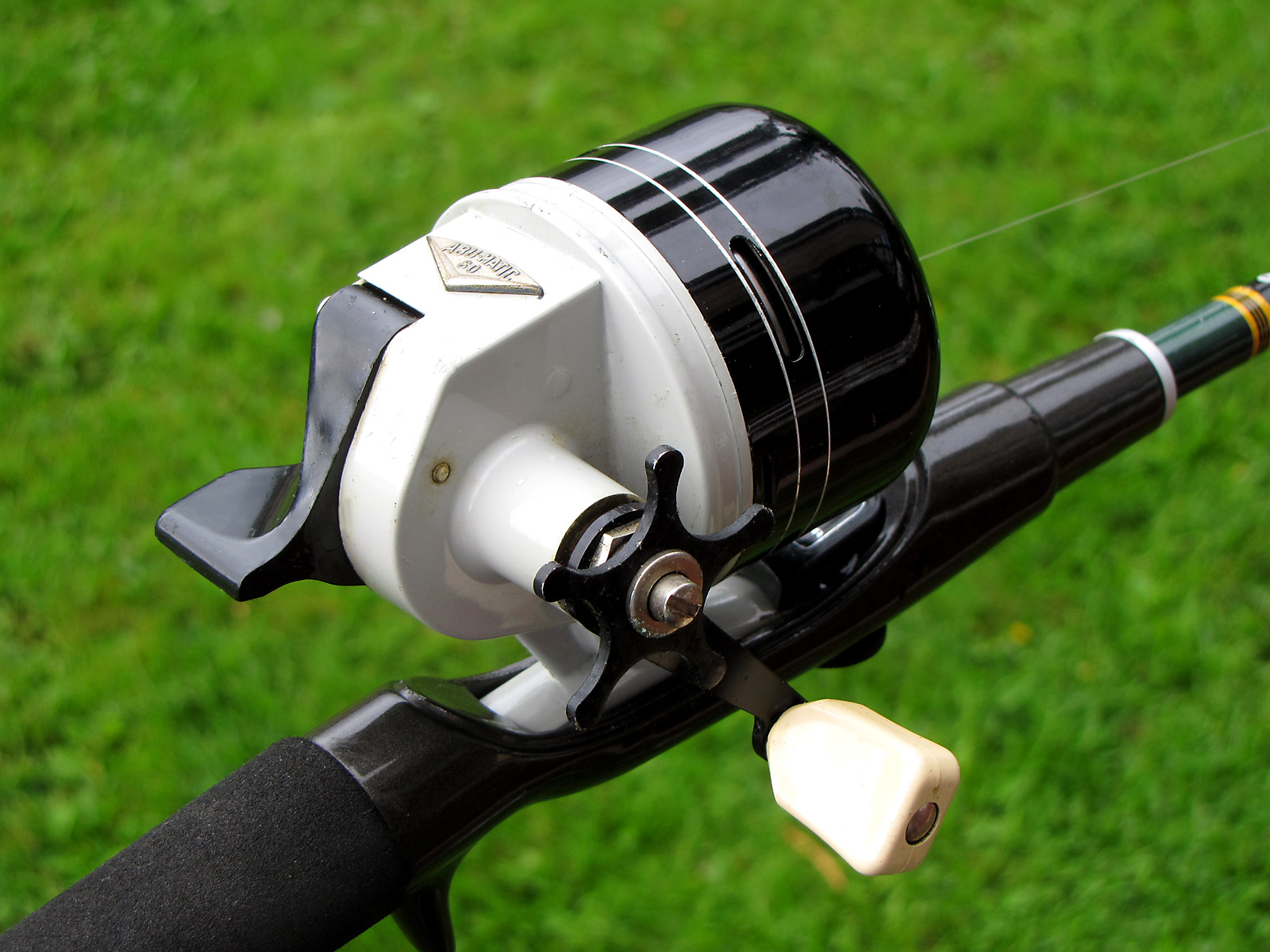
Um exemplo de molinete

No interior de um molinete, existem uma série de engrenagens e rolamentos, que facilitam o trabalho, e aliviam o atrito das peças, e facilitam o trabalho do conjunto ao recolher a linha mesmo durante a tração sofrida pela linha na captura de peixes. O seu enrolamento é provido de um parafuso oscilador de altura capaz de enrolar a linha de pesca e distribui-la ao longo do cilindro do carretel equilibradamente. No molinete também existe um mecanismo regulador de tração e repuxo de linha chamado de "fricção" ou "freio" para amortecer ou frear os puxões violentos causados por peixes de grande porte.
É muito popular entre os pescadores esportivos, em função de seu manuseio simples e de seu baixo preço nos modelos mais básicos. Um molinete pequeno é Ideal para o arremesso de iscas mais leves, e os grandes acima do padrão 5.000 suportam arremessos de chumbadas muito pesadas além de 250g.
O molinete não provoca tantas "cabeleiras" em comparação com outro equipamento conhecido como Carretilha o que pode significar a salvação de uma pescaria realizada num dia de vento excessivo. Suas desvantagens estão relacionadas ao menor poder de tração e precisão de arremesso e à maior torção da linha, e o atrito dela com os passadores da vara de pescar.

## Criação
O molinete de pesca foi inventado por George W. Snyder na década de 1820.

## Referencias
1. ↑  George Reynolds Snyder, Sr FindaGrave - 01 de junho de 2012
2. ↑  History Examiner - 01 de fevereiro de 2013